# Szeviép Szeged
Szeviép Szeged est un club hongrois de basket-ball.

## Historique
Le club dispute l'Eurocoupe féminine en 2010-2011.

## Effectif 2010-2011
Entraîneur :
| Numéro | Nom                  | Taille (m) | Poste      | Nationalité |
|        | Beatrix Bekefi       | 1,81       | Intérieure | Hongrie     |
|        | Orzolya Farkasinszki | 1,85       | Intérieure | Hongrie     |
|        | Réka Fejes           | 1,86       | Ailière    | Hongrie     |
|        | Annamária Keller     | 1,89       | Intérieure | Hongrie     |
|        | Anna Kováts          | 1,78       | arrière    | Hongrie     |
|        | Edit Laczi           | 1,79       | Ailière    | Hongrie     |
|        | Anna Lakloth         | 1,81       | Arrière    | Hongrie     |
|        | Dalma Lengyel        | 1,72       | Arrière    | Hongrie     |
|        | Bernadett Németh     | 1,73       | Arrière    | Hongrie     |
|        | Rita Rasheed         | 1,84       | Ailière    | Hongrie     |
|        | Iva Roglic           | 1,89       | Intérieure | Serbie      |
|        | Cecília Tóth         | 1,78       | Arrière    | Hongrie     |